# دم‌آبی هیمالیایی
دم‌آبی هیمالیایی (نام علمی: Tarsiger rufilatus) نام یک گونه از سرده سینه‌سرخ بیشه است.